# 卡拉山
卡拉山（英語：Mount Cara），是南極洲的山峰，位於沙克爾頓海岸，處於萊薩特山西北面7公里，屬於伊麗莎白女王嶺的一部分，海拔高度3,145米，由英國探險隊命名，現時由南極條約體系管理。